# Иваново детство
«Ива́ново де́тство» — военная драма и первый полнометражный фильм режиссёра Андрея Тарковского, снятый в 1962 году по мотивам повести Владимира Богомолова «Иван» о мальчике, который, потеряв на войне родителей, стал разведчиком в тылу врага. По словам режиссёра, он хотел передать всю противоестественность войны и выбрал тему детства, так как оно «больше всего контрастирует с войной».
Фильм принёс Тарковскому всемирную славу и был удостоен «Золотого льва» 23-го Международного кинофестиваля в Венеции, а также ряда других призов.

## Сюжет
В серии снов и разговоров между различными персонажами выясняется, что мать и сестра Ивана (и, возможно, его отец-пограничник) были убиты. Мальчик одержим ненавистью и желанием отомстить за смерть своей семьи и других жертв немецких захватчиков. Вскоре он присоединяется к группе партизан и только в снах возвращается в беззаботное довоенное время.
В начале фильма Иван пересекает болото, после чего его перехватывают советские солдаты и ведут на КП к молодому лейтенанту Гальцеву. Лейтенант не верит словам мальчика, что он с другого берега, поскольку там засел противник. Сам же Иван настаивает на том, чтобы лейтенант доложил о нём в штаб. Гальцев, связавшись по телефону с подполковником Грязновым, получает указание обогреть, накормить и дать маленькому разведчику бумагу для подготовки отчёта о патрулях немцев. За Иваном приезжает капитан Холин, давний знакомый семьи. 
Подполковник Грязнов даёт указание отправить Ивана в суворовское училище. Иван отказывается ехать в тыл и хочет помочь военным. Тем не менее Грязнов приказывает отправляться в училище. Мальчик сбегает. По дороге он натыкается на сгоревшую деревню. В руинах одной из изб Иван встречает безумного старика, чью жену расстреляли немцы. Грязнов находит Ивана и увозит его с собой, перед отъездом мальчик оставляет старику буханку черного хлеба и консервную банку с тушенкой. Тем временем Холин знакомится с молодой медсестрой Машей, они влюбляются друг в друга, но, понимая, что во время войны не смогут быть вместе, пытаются подавить свои чувства.
В подвале разрушенного храма Гальцев даёт Ивану трофейный сборник гравюр Альбрехта Дюрера, однако тот, оказавшись свидетелем сожжения книг нацистами, не верит, что у немцев могут быть художники и писатели. Выпросив у Гальцева нож разведчика и оставшись один, Иван вспоминает зверства, совершённые немецкими захватчиками, и, найдя немецкий мундир, со слезами на глазах представляет, как берёт в плен офицера. 
Погибает старшина Катасонов, но Холин решает не говорить об этом Ивану перед началом операции. Ночью Холин и Гальцев переправляют Ивана через болото. Выйдя на берег, они расстаются — Иван уходит в лес на разведку, а Холин и Гальцев возвращаются, по пути подобрав тела двух ранее повешенных разведчиков Ляхова и Мороза. Вернувшись в штаб, Холин узнаёт, что Гальцев перевёл Машу в тыловой госпиталь. В бессильной злобе Холин бросает табурет в стену.
Май 1945 года. Советские солдаты празднуют победу. На экране идут документальные кадры поверженной рейхсканцелярии, идентификации тел семьи Геббельса, подписания акта о безоговорочной капитуляции Германии, совершившего самоубийство нациста и берлинских домов с белыми флагами. Из внутреннего монолога капитана Гальцева выясняется, что капитан Холин погиб на войне. Разбирая немецкие документы из архива захваченной тюрьмы, Гальцев находит личное дело Ивана из которого узнаёт, что он был схвачен и казнён. В комнате казни капитан, глядя на гильотину, слышит воображаемую речь палачей Ивана.
В финале зрителю предстаёт последнее воспоминание Ивана: мирный солнечный день, песчаный берег широкой реки, на котором он вместе с другими детьми играет в прятки. Он бежит по берегу наперегонки с девочкой, но на пути у него стоит сухой корявый черный ствол дерева — мрачное предзнаменование предстоящей войны.

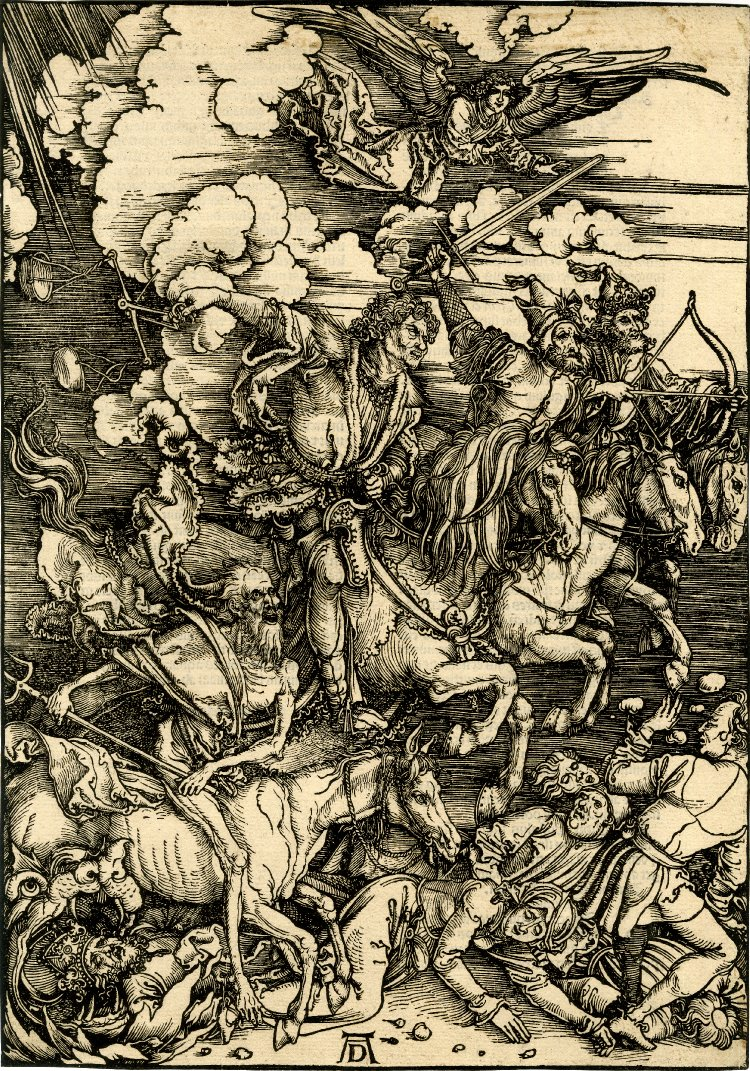
Серия гравюр «Апокалипсис» Альбрехта Дюрера, 1496—1498 гг.

## В ролях
- Николай Бурляев — Иван Бондарев
- Валентин Зубков — капитан Холин
- Евгений Жариков — старший лейтенант/капитан Гальцев
- Степан Крылов — старшина Катасонов
- Николай Гринько — подполковник Грязнов
- Валентина Малявина — Маша, медсестра
- Владимир Маренков — Малышев
- Дмитрий Милютенко — безумный старик
- Ирина Тарковская (Ирма Рауш) — мать Ивана
- Николай Сморчков — старшина
- Андрей Михалков-Кончаловский — солдат, знакомый Маши
- Иван Савкин — солдат
- Вера Митурич — девочка на грузовике и на берегу реки, подруга Ивана

## Производство
Повесть «Иван» была написана Владимиром Богомоловым в 1957 году. В ней молодой лейтенант Гальцев описывал несколько случайных встреч с двенадцатилетним разведчиком Иваном Бондаревым, все близкие которого погибли, а мать пропала без вести. Повесть была переведена более чем на двадцать языков и привлекла внимание кинодраматурга Михаила Папавы. Папава написал по ней сценарий с оптимистическим финалом в духе времени: в повести Иван погибает, в сценарии Гальцев уже после войны случайно встречает в поезде Ивана с его беременной женой и торжественно произносит: «Да будет благословен мир!» Примерно в это же время в «Комсомольской правде» была опубликована статья о юных разведчиках, помогавших армии на Днепре в 1941 году. Она заканчивалась словами: «Отзовитесь, юные герои!» Богомолов, сам бывший разведчик, позвонил в редакцию газеты и узнал, что никто не отозвался: все погибли. Тогда при его участии был написан новый вариант сценария с оригинальным концом.
Постановку фильма «Иван» сначала доверили режиссёру «Мосфильма» Эдуарду Абалову. Отснятый им материал вызвал резкую критику художественного совета объединения 16 августа и 1 ноября 1960 года. Согласно приказу генерального директора киностудии «Мосфильм» от 10 декабря 1960 года № 466, работы по фильму «Иван» были прекращены в связи с тем, что материалы, отснятые в экспедиции, признали неудовлетворительными, а их дальнейшее использование невозможным. Затраты по фильму были списаны в убыток. Согласно другому приказу от 16 июня 1961 года, работы по фильму были возобновлены 15 июня 1961 года режиссёром-постановщиком Тарковским, оператором Юсовым и художником-постановщиком Черняевым. Тарковский же придумал концепцию «снов Ивана» и совместно с Андреем Кончаловским написал новый вариант сценария. В окончательной версии фильма, однако, в титрах стоят имена авторов первоначального варианта — Богомолова и Папавы.
Для двадцатидевятилетнего Андрея Тарковского это был первый полнометражный фильм. Съёмки заняли пять месяцев, экономия сметы составила 24000 рублей.

На роль Ивана сразу был утверждён Николай Бурляев, которого до этого Андрей Кончаловский снял в своём дипломном фильме «Мальчик и голубь». Впоследствии Бурляев вспоминал о работе с Тарковским:
«Он добивался полной правды, а не игры».
Тарковский попросил Владимира Высоцкого попробоваться на роль капитана Холина, но худсовет, просмотрев пробы, решил, что они неудачны. В итоге роль Холина сыграл Валентин Зубков.

### Тарковский о фильме
В «Ивановом детстве» я не пытался анализировать сам процесс, а скорее состояние человека, на которого воздействует война. Если человек разрушается, то происходит нарушение логического развития, особенно когда это касается психики ребёнка.— Андрей Тарковский, «Жизнь рождается из дисгармонии»

…И третье, что меня взволновало до глубины души, это характер мальчишки. Он сразу представился мне как характер разрушенный, сдвинутый войной со своей нормальной оси. Бесконечно много, более того, всё, что свойственно возрасту Ивана, безвозвратно ушло из его жизни. А за счёт всего потерянного — приобретённое, как злой дар войны, сконцентрировалось в нём и напряглось.— «Мосфильм». — Вып. IV: Когда фильм окончен. Говорят режиссёры «Мосфильма»

Во-первых, там очень плохо играет мальчик. Очень плохо. Во-вторых, она претенциозна — в том смысле, как если бы пианист играл, нажав правую педаль и не отпуская ноги: всё педалировано, всё акцентировано чересчур, всё чересчур выразительно. Так сказать, сразу все тридцать два зуба актёр показывает — я имею в виду автора, самого себя. Всё сделано чересчур, без чувства меры… Но она, эта картина, мне дорога как первая моя самостоятельная работа.— А. А. Тарковский в беседе с Германом Херлингхаузом, 1973 год

### Юсов о фильме
Если бы «Иваново детство» мне пришлось снимать не в 1961, а в 1976 году, я, наверно, всё равно бы настаивал на чёрно-белом изображении. Есть определённая прелесть в монохромном тональном решении, не говоря уже о том, что некоторые темы могут быть наиболее точно раскрыты именно в чёрно-белом изображении.— «Вадим Юсов: Поэтика движения»

## Восприятие и влияние
«Иваново детство» был одним из самых коммерчески успешных фильмов Тарковского: в СССР его посмотрели около 16,7 млн зрителей. Наряду с кинодрамами времён хрущёвской оттепели «Летят журавли», «Судьба человека» и «Баллада о солдате» фильм изменил подход к военному жанру, выставив на передний план разрушенные судьбы людей, жертвы и тяготы войны.
Режиссёры Ингмар Бергман, Сергей Параджанов, Кшиштоф Кесьлевский высоко оценивали фильм и утверждали, что он повлиял на их творчество. Сцены из «Иванова детства» цитируются в таких фильмах, как «Мертвец», «Выживший» и сериал «Настоящий детектив».
Французский философ и писатель Жан-Поль Сартр присутствовал на премьере «Иванова детства» во время своей поездки в Москву, встречался с Тарковским и Андреем Кончаловским, а затем дал высокую оценку фильму в газете «Унита» 9 сентября 1963 года и в газете «Летр франсез».
Альберто Моравиа, критикуя фильм, отметил, что он в новой форме использует старую схему драматургии сталинского кино, подобную использованной в фильме «Сын полка» по повести Валентина Катаева.
В 2021 году режиссёр Антон Фёдоров поставил в Казанском театре юного зрителя спектакль «Иваново детство», который представляет собой драматургический «коллаж» из сценариев фильмов «Иваново детство» и «Зеркало» Андрея Тарковского. Главного героя, подростка Ивана, «играет» кукла из папье-маше. «Живой двойник» героя (актёр театра) находится за «поминальным столом», вспоминая историю жизни своего персонажа. Спектакль получил 5 номинаций на Национальную театральную премию «Золотая маска».

## Награды фильма
- Главный приз («Золотой лев») на кинофестивале в Венеции 1962 года (вместе с фильмом «Семейная хроника» Валерио Дзурлини)
- 1962 — Приз «Золотые ворота», Международный кинофестиваль в Сан-Франциско. Лучший режиссёр полнометражного игрового фильма — Андрей Тарковский[14]
- Главный приз «Золотая голова Паленке» МКФ в Акапулько-1963
- Специальный диплом на МКФ в Карловых Варах, Чехословакия-1970
- Более 15 других призов